# Чемпионат мира по биатлону 1966
7-й чемпионат мира по биатлону прошёл в Гармиш-Партенкирхене (ФРГ) 4-6 февраля 1966 года. Эстафета 4 x 7,5 км была впервые включена в официальную часть чемпионата мира.

## Индивидуальная гонка на 20 км
| Финишный протокол | Финишный протокол | Финишный протокол     | Финишный протокол  | Финишный протокол |
| Место             | Страна            | Спортсмен             | Время (отставание) | Промахи           |
| ----------------- | ----------------- | --------------------- | ------------------ | ----------------- |
| 1                 | Норвегия          | Йон Истад             | 1:38:21.8          | 4 (1+2+1+0)       |
| 2                 | Польша            | Юзеф Гонщеница-Собчак | +58.1              | 4 (0+2+1+1)       |
| 3                 | СССР              | Владимир Гундарцев    | +1:31.8            | 1 (0+1+0+0)       |

## Эстафета 4 × 7,5 км
| Финишный протокол | Финишный протокол | Финишный протокол                                                     | Финишный протокол | Финишный протокол |
| Место             | Страна            | Спортсмен                                                             | Время             | Промахи           |
| ----------------- | ----------------- | --------------------------------------------------------------------- | ----------------- | ----------------- |
| 1                 | Норвегия          | Ивар Норкилд Олав Йордет Йон Истад Рагнар Твейтен                     | 2:19:53.9         | 6 0 1 3 2         |
| 2                 | Польша            | Юзеф Рубис Станислав Лукащик Станислав Шчепаняк Юзеф Гонщеница-Собчак | 2:24:03.8         | 4 2 0 2           |
| 3                 | Швеция            | Стуре Олина Олле Петруссон Стен Эрикссон Холмфрид Олссон              | 2:25:38.8         | 11 2 4 5 0        |

## Зачет медалей
| Место | Страна   | Золото | Серебро | Бронза | Общее число медалей |
| ----- | -------- | ------ | ------- | ------ | ------------------- |
| 1     | Норвегия | 2      | 0       | 0      | 2                   |
| 2     | Польша   | 0      | 2       | 0      | 2                   |
| 3     | СССР     | 0      | 0       | 1      | 1                   |
| 3     | Швеция   | 0      | 0       | 1      | 1                   |